# 巴郡
巴郡，是中国古代的郡级行政区划，范围在今天重庆市和四川省内。

## 沿革

### 秦代巴郡
古代这里是巴国的领地。
秦朝时设立郡置，治江州县（今重庆市江北区）。汉朝时，巴郡范围有所扩张，并且从西汉的11县增加到了东汉的14县。
巴郡漢代屬益州。領縣十一：江州縣、臨江縣（莽曰監江縣）、枳縣、閬中縣、墊江縣、朐忍縣、安漢縣（莽曰安新縣）、宕渠縣、魚復縣、充國縣、涪陵縣（莽曰巴亭縣）。
後漢領縣十四：江州縣、宕渠縣、朐忍縣、閬中縣、魚復縣、臨江縣、枳縣、涪陵縣（巴記曰：「靈帝分涪陵置永寧縣」）、墊江縣、安漢縣、平都縣、充國縣（巴記曰：「初平四年，復分為南充國縣」）、宣漢縣、漢昌縣。

### 漢末巴郡
東漢末年至三國時期，巴郡建制連續發生變化。漢獻帝初平六年，劉璋分江州至臨江置永寧郡、朐忍至魚復置固陵郡，原巴郡管轄墊江以北的區域。到了建安六年，永寧郡改稱為巴郡，原巴郡改稱巴西郡，固陵郡改稱巴東郡，並分置2縣為巴東屬國（後來的涪陵郡）。建安末，又從巴西郡分置宕渠郡，原來的巴郡一分為五，範圍大大縮小。到西晋时，郡辖只剩下4县，基本都在今天重庆市范围，仍然以江州为郡治。

### 隋代巴郡
隋朝巴郡辖3县，治所江州改名为巴县。唐朝以后废除郡置，改为渝州，巴郡的名称不再使用。

## 太守
西汉
- 陈立

东汉
- 杜安
- 王堂
- 吴资
- 应承
- 但望
- 赵温
- 李盛
- 陈雅
- 曹谦
- 张纳
- 赵部
- 王咸
- 樊敏
- 萧彪，字伯文，京兆杜陵人，父亲年老，请求供養。父亲有賓客，就站在屏風後，應受使命。父亲喜欢吃餅，每次都自己買给父亲[3]。
- 沐宠
- 应承先
- 朱辰
- 尹贡
- 龚扬
- 刘某
- 鹿旗

分郡后
- 许靖
- 王谋
- 严颜
- 张裔
- 辅匡
- 廖立

## 名称
巴郡常与巴东郡、巴西郡等合称“巴”、“三巴”等。
巴郡也与蜀郡合称“巴蜀”，至今仍是对四川、重庆地区的别称。